# Rangkot
Rangkot (nepalski: राङ्कोट) – gaun wikas samiti w zachodniej części Nepalu w strefie Rapti w dystrykcie Rolpa. Według nepalskiego spisu powszechnego z 2011 roku liczył on 653 gospodarstwa domowe i 3527 mieszkańców (1940 kobiet i 1587 mężczyzn).